# Eugenia ramoniana
Eugenia ramoniana är en myrtenväxtart som beskrevs av Ignatz Urban. Eugenia ramoniana ingår i släktet Eugenia och familjen myrtenväxter. Inga underarter finns listade i Catalogue of Life.